# Helluarchus
Helluarchus é um género de coleópteros carabídeos pertencente à subfamília Anthiinae.

## Espécies
O género Helluarchus contém as seguintes espécies:
- Helluarchus robustus Sloane, 1914
- Helluarchus whitei Lea, 1914